# Vondelpark
Vondelpark é um parque de Amsterdã, nos Países Baixos cujo nome é uma homenagem ao escritor Joost van den Vondel, que viveu no século XVII.
O design é obra do arquiteto Jan David Zocher. Foi criado em 1864 e, no ano seguinte, foi aberto ao público. Seu nome original era "Parque Novo", mas uma estátua do escritor fez com que o povo passasse a chamá-lo pelo nome atual. Até 1953, pertencia a uma empresa, quão mais podia custeá-lo. Entre os eventos anuais ali realizados, estão incluídos um campeonato de golfe e uma corrida.
De acordo com decisão da prefeitura, a partir de setembro de 2008, os visitantes do Vondelpark poderão fazer sexo ao ar livre dentro dele, desde que sejam respeitadas algumas regras pré-estabelecidas, mas de qualquer forma, o acto não é incentivado nem frequente.
No parque é proibido o passeio com cachorros sem coleira e guia, sobre os motivos de que os animais soltos podem causar aborrecimento nos visitantes e sujam o parque com sua urina.